# Унанимизъм
Унанимизъм (на френски: Unanimisme) е движение във френската литература, започнало от Жул Ромен в началото на 1900. Унанимизмът се основава на идеите на колективното съзнание и колективната емоция, както и на поведението на тълпата, където членовете на групата правят или мислят нещо едновременно. Унанимизмът е относно творческото сливане с такъв групов феномен, който превъзхожда нивото на съзнание на отделния писател.

## Членове
- Рене Арко
- Анри Мартин Барзун,
- Жорж Шеневие,
- Жорж Дюамел,
- Люк Дюртен,
- Александър Мерсеро,
- Жул Ромен,
- Чарлз Вилдра